# Creoleon griseus
Creoleon griseus är en insektsart som först beskrevs av Klug in Ehrenberg 1834.  Creoleon griseus ingår i släktet Creoleon och familjen myrlejonsländor. Inga underarter finns listade i Catalogue of Life.